# Северло, Генрих
Генрих (Хайнрих) Северло (нем. Heinrich Severloh; 23 июня 1923, Метцинген — 14 января 2006, Лахендорф) — немецкий солдат, ефрейтор 352-й пехотной дивизии, участник Второй мировой войны и обороны Нормандии в июне 1944 года на Омаха-Бич. Он прославился благодаря мемуарам WN 62 – Erinnerungen an Omaha Beach Normandie, 6. Juni 1944, опубликованным в 2000 году. В книге авторы утверждают, что в качестве пулеметчика, Генрих Северло убил более 1000 и, возможно, более 2000 американских солдат десанта на Омаха-Бич во время высадки в Нормандии. Однако эта информация до сих пор остаётся не подтверждённой. За это количество убитых Северло был прозван «Омахским чудовищем».

## Биография

### Ранняя служба в Вермахте
Родился 23 июня 1923 в семье крестьянина в Метцингене, в Люнебургской пустоши. Призван в вермахт 23 июля 1942, в 19-й лёгкий артиллерийский резервный дивизион в Ганновер-Ботфельде. 9 августа направлен во Францию в состав 3-й батареи 321-го артиллерийского полка 321-й пехотной дивизии, где работал мотокурьером. В декабре 1942 года отправлен на Восточный фронт, где работал в тылу кучером конной упряжки. За нарушения устава — а именно за оскорбительные высказывания — в марте 1943 года Северло был направлен на принудительные тяжёлые работы, где подорвал своё здоровье и отправился в лазарет до июня 1943 года.
В октябре 1943 года Северло направлен на унтер-офицерские курсы в Брауншвейге, но после перевода его 321-й дивизии во Францию и начала реорганизации оставил курсы и вернулся в свою часть. В декабре дивизия получила 352-й номер и была передислоцирована в Нормандию. 25 декабря он был включён в состав 1-й артиллерийской батареи, а его начальником стал оберлейтенант Бернхард Фреркинг. 14 февраля батарея Северло осела в деревне Утвилль в 8 км к северо-западу от Байё. 

### Операция «Оверлорд»

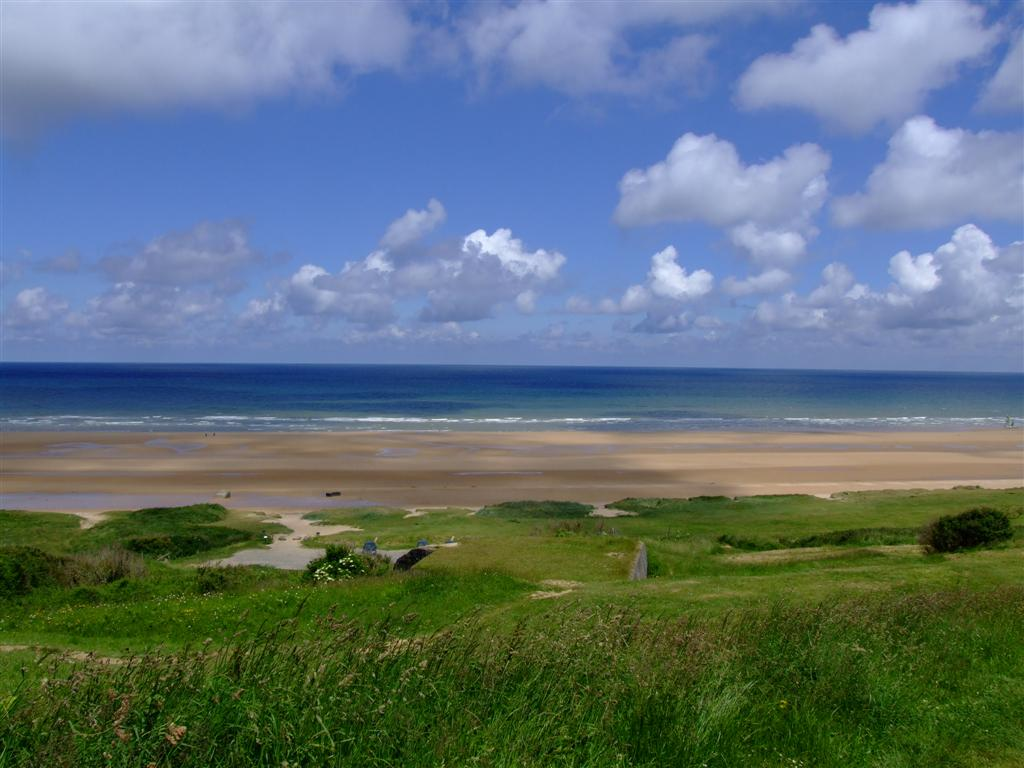
Вид на Омаха-бич с позиции Генриха Северло, июнь 2008

Основную службу Северло нёс на участке высадки союзников «Омаха-Бич» в американском секторе «Easy Red», находясь в своём стрелковом гнезде. Он получил приказ «всеми средствами отбить высаживавшихся американцев». Его стрелковое гнездо входило в так называемый опорный пункт под номером 62 (нем. Widerstandsnest 62, ныне опорные пункты и бункер на участке Омаха-Бич открыты для туристов). Поскольку укрепления Атлантического вала не были достроены и сплошной линии обороны в Нормандии не было, немцы построили множество опорных пунктов, пронумерованных и оснащённых телефонной и радиоаппаратурой для связи. Опорные пункты могли оказывать друг другу огневую поддержку.
Оберлейтенант Фреркинг находился в своём бетонном бункере и корректировал артиллерийский огонь в день «D», в то время как Северло находился у станкового пулемёта MG 42 в своём стрелковом гнезде, ещё имея в своём распоряжении два карабина Kar 98K. При виде американцев он открыл огонь со своей, как оказалось, очень удачной позиции. Под обстрел Северло и других пулемётчиков попала первая волна, ведомая капитаном Армии США Ричардом Меррилом: доподлинно известно о двух убитых и трёх раненых из семи первых высадившихся солдат, но неизвестно, кто их уничтожил. К 15 часам Северло израсходовал 12 тысяч патронов пулемёта и 400 патронов к обоим карабинам: по собственным подсчётам ефрейтора, он убил более 2 тысяч человек (некоторые эксперты, однако, считают эту оценку преувеличенной). Американцам удалось прорвать линию обороны, только пройдя небольшой проход между 62-м и 64-м опорными пунктами и зайдя в тыл 62-го пункта. Фреркинг погиб в тот день.

### Пленение и освобождение
После боя на Омаха-Бич Северло был ранен и попал в плен. Это произошло в деревне Кольвиль-сюр-Мер, где располагался 63-й опорный пункт. В нём находился бункер с оборудованием для связи с другими пунктами, вооружения не было. Его охраняли всего двое человек — Курт Варнеке из 352-й пехотной дивизии и Франц Гокель из 726-го гренадерского полка 716-й пехотной дивизии. Северло должен был отвести туда четверых американских пленных. Однако после короткого боя Северло попал в плен: американцы освободили пленённых им солдат, которые служили в 16-м пехотном полку 1-й пехотной дивизии Армии США. Большинство солдат того полка погибли на Омаха-Бич, и Северло позднее говорил, что не пожелал бы никому оказаться на месте тех несчастных.
В июне 1944 года Северло как военнопленный был отправлен через Бостон в США, где до марта 1946 года занимался сбором урожая картофеля и хлопка в штате Миссисипи. В конце марта его отправили на корабле в Антверпен, а в мае выслали в Англию, где он 28 дней находился под стражей и строил дороги. После просьбы отца Генриха британские власти решились вернуть пленного в Германию. 22 мая 1947 Генрих Северло вернулся в Метцинген.

### После войны
О своём сражении на Омаха-Бич Северло не любил говорить: правду о сражении знала только его жена Лиза. Однако в 1960 году правда стала достоянием общественности: писатель Пауль Карель, готовившийся выпустить книгу о высадке союзников в Нормандии, захотел разузнать от Северло подробности той схватки. В итоге Генрих прибыл в Нормандию, где рассказал о подробностях своего участия в бою. К 40-й годовщине высадки союзников 6 июня 1984 на американском телеканале  ABC вышел документальный фильм, на его съёмках был и Северло, давший четырёхчасовое интервью и рассказавший, что с момента высадки в Нормандии не прикасался к оружию вообще. Наконец, в 2000 году Северло опубликовал свои мемуары вместе с писателем Гельмутом Конрадом фон Койзгеном.
14 января 2006 Генрих Северло скончался в доме престарелых в Лахендорфе.

## Факты
- Одним из участников высадки на пляже Омаха-Бич был 19-летний американец Дэвид Сильва, которого ранил Северло. В книге «Самый долгий день» Корнелиуса Райана утверждалось, что Сильва поклялся в случае своего спасения стать священником: как оказалось, Сильва стал капелланом американской армии в 1960-е годы и переехал в Карлсруэ. Вскоре Сильва и Северло встретились и подружились. В 2005 году они последний раз встретились вживую, на торжествах в Нормандии по случаю 60-летия с момента окончания войны в Европе[15].
- Писатель Эрнест Хемингуэй участвовал в высадке в Нормандии в седьмой волне атакующих, около 11.00, и описал местность, откуда его сослуживцы попадали под огонь. Описание этой местности очень схоже с описанием того участка, где был опорный пункт 62.
- 5 июня 2004 телеканал VOX из RTL Group при поддержке газеты Der Spiegel и CBC Radio Canada показал документальный фильм Александра Чогалла «Заклятые враги на Омаха-Бич — история необычной дружбы» (нем. Todfeinde von Omaha Beach – die Geschichte einer ungewöhnlichen Freundschaft)[16][17].